# Dardanus (Sacchini)
Dardanus è una tragédie (lyrique) in quattro atti, poi ridotti a tre, messa in musica da Antonio Sacchini. Essa fu rappresentata per la prima volta a Versailles, il 18 settembre 1784, e, di seguito, all'Opéra di Parigi, il 30 novembre. Il libretto fu adattato da Nicolas-François Guillard su quello di Charles-Antoine Leclerc de La Bruère, che era già stato messo in musica da Jean-Philippe Rameau nella sua precedente opera recante lo stesso nome.

## Vicende storiche
L'adattamento di Guillard mescola le due prime versioni dell'opera di Rameau, quella del 1739 e quella del 1744, ma si basa principalmente su quest'ultima. Sebbene "la copertina della partitura a stampa reciti solo «paroles de M. Guillard»", in effetti "la maggior parte del testo appartiene a La Bruère". Gli interventi di Guillard consisterono soprattutto nel "[tralasciare] il prologo, [modificare] l'ordine degli avvenimenti nell'atto terzo, e [condensare], molto abilmente, gli atti quarto e quinto". Il librettista "giustificò di aver rimaneggiato il soggetto ... [spiegando] che il suo scopo era quello di rendere serrata la trama e di fornire una migliore motivazione ai personaggi". Il divertissement danzante fu curato da Pierre Gardel.
L'opera non ebbe granché successo al suo primo apparire e conobbe soltanto sei rappresentazioni: sia la prima donna Maillard (Ifisa) che il basso-baritono Larrivée (Teucro) non erano per niente in forma, e il secondo dové addirittura essere sostituito da Moreau dopo la seconda serata. L'opera nel suo insieme, poi, si trovò coinvolta nella crescente ostilità dell'opinione pubblica nei confronti dei gusti esterofili della regina Maria Antonietta, di cui Sacchini era a buona ragione considerato il favorito: l'anno precedente la sovrana aveva voluto essere lei stesse a presentare il musicista al re quando lui e Piccinni erano stati festeggiati a corte e beneficiati di laute pensioni, a seguito della recente, quasi contemporanea, messa in scena a Palazzo delle loro opere Didon and Chimène.
Visto il cattivo esito della prima uscita, Sacchini e Guillard decisero di rimaneggiare il Dardanus, riducendolo ulteriormente a tre atti, e dotandolo di una nuova coreografia curata da Gaetano Vestris. La nuova versione fu data al Castello di Fontainebleau il 20 ottobre 1785 e fu poi portata sulle scene dell'Opéra il 17 gennaio 1786, godendo di un totale di venticinque spettacoli nel corso del biennio 1786/1787. "Fu [poi] montata annualmente tra il 1800 e il 1808, e fu eseguita in 28 date durante questi nove anni", prima di uscire definitivamente dal repertorio.
Musica tratta dal Dardanus di Sacchini è stata usata nel film Jefferson in Paris di James Ivory. Estratti dell'opera figurano nel CD della colonna sonora, diretti da William Christie, e con Jean-Paul Fouchécourt nel ruolo del protagonista.

## Personaggi e interpreti
| Personaggi                                                                                                  | Tipologia vocale | Interpreti della première, 18 settembre 1784 alla presenza dei reali di Francia, Luigi XVI e Maria Antonietta (Conductor: ) |
| --- | ---------------- | --- |
| Dardanus (Dardano), figlio di Zeus e di Elettra                                                             | tenore           | Étienne Lainez |
| Teucer (Teucro), re di Frigia                                                                               | basso-cantante   | Henri Larrivée |
| Anténor (Antenore), principe di un paese confinante                                                         | taille/baritono  | François Lays |
| Isménor (Ismenore), mago e sacerdote di Zeus                                                                | basso            | Auguste-Athanase (Augustin) Chéron                                                                                          |
| Arcas, personaggio al seguito di Antenore                                                                   | haute-contre     | Dufrenaye (talvolta anche Dufresnay)                                                                                        |
| Un officier du Palais (Ufficiale di palazzo)                                                                | basso-cantante   | Jean-Pierre (?) Moreau |
| Iphise (Ifisa), figlia di Teucro                                                                            | soprano          | Marie Thérèse Maillard |
| Deux Coryphées (Due corifèe)                                                                                | soprani          | Demoiselle Joinville/Adelaïde Gavaudan, cadette                                                                             |
| Deux Confidentes (Due confidenti)                                                                           | soprani          | Gertrude Girardin/Aurore (coriste)                                                                                          |
| Guerrieri, maghi, silfidi, geni: coro                                                                       |                  | |
| Balletto - ballerine: Marie-Madeleine Guimard, Victoire Saulnier; ballerini: Pierre Gardel, Auguste Vestris |                  | |